# Ахмедов, Мустафа Сахиб оглы
Ахмедов Мустафа Сахиб оглы (азерб. Mustafa Əhmədov, род. 15 октября 1980 года, Казах, Азербайджанская ССР) — азербайджанский пауэрлифтер.  Четырёх кратный чемпион мира и Четырёх кратный чемпион Европы, обладатель кубка мира, рекордсмен мира в жиме лежа, заслуженный мастер спорта Азербайджана.
Родился 15 октября 1980 года в городе Казах Азербайджанской ССР. В 1997 году поступил в Азербайджанскую Государственную Нефтяную Академию (АГНА), где в 2001 году окончив Энергетический факультет, получил степень бакалавра. В этом же году поступил в магистратуру в АГНА по специальности МВА (Организация и управление бизнесом). В 2003 году получил степень магистра. В том же году прошёл воинскую службу в звании лейтенанта, во время службы получил звание старшего лейтенанта. 2005 г закончив службу отправлен в запас. Пауэрлифтингом начал заниматься с 1996 года. 
В 2018 году награждён Почётной грамотой президента Национального олимпийского комитета Азербайджана.